# Бестрма
Бестрма је насеље у општини Суња, у Банији, Сисачко-мославачка жупанија, Република Хрватска.

## Историја
Насеље је до распада Југославије било у саставу некадашње општине Сисак. Бестрма се од распада Југославије до августа 1995. године налазила у Републици Српској Крајини.

## Становништво
| Националност       | 1991. | 1981. | 1971. | 1961. |
| Срби               | 236   | 209   | 433   | 433   |
| Југословени        | 37    | 120   | 8     | 16    |
| Хрвати             | 6     | 2     | 29    | 29    |
| остали и непознато | 11    | 12    | 1     | 1     |
| Укупно             | 290   | 343   | 471   | 479   |

| Демографија | Демографија | Демографија |
| Година      | Становника  | Становника  |
| ----------- | ----------- | ----------- |
| 1961.       | 479         |             |
| 1971.       | 471         |             |
| 1981.       | 343         |             |
| 1991.       | 290         |             |
| 2001.       | 166         |             |
| 2011.       |             | 86          |

### Презимена
Нека од српских презимена из овог села су:
- Добријевић
- Бишкуповић
- Бокисић
- Бунчић
- Цвијановић
- Газибара
- Грковић
- Грубић
- Кењало
- Кладар
- Крњетић
- Лалић
- Лазић
- Мандић
- Миљанић
- Миљевић
- Пајић
- Парбало
- Перенчевић
- Прица
- Срковић